# Francis Hyland
Francis Edward Hyland (ur. 9 października 1901 w Filadelfii, Pensylwania, zm. 31 stycznia 1968 tamże) – amerykański duchowny rzymskokatolicki, pierwszy biskup Atlanty.

## Życiorys
Ukończył seminarium duchowne im. św. Karola Boromeusza w rodzinnym mieście. Święcenia kapłańskie otrzymał 11 czerwca 1927 roku z rąk bpa Michaela Crane'a, ówczesnego biskupa pomocniczego Filadelfii. Rok później uzyskał doktorat z prawa kanonicznego na Katolickim Uniwersytecie Ameryki. Przez następne dziesięć lat pracował w Delegaturze Apostolskiej (obecnie nuncjaturze) w Waszyngtonie. W latach 1941–1949 proboszcz parafii Matki Bożej z Lourdes w rodzinnym mieście.
15 października 1949 papież Pius XII mianował go biskupem pomocniczym ówczesnej diecezji Savannah-Atlanta ze stolicą tytularną Gomphi. Sakry udzielił mu kardynał Denis Dougherty. Po reorganizacji struktur kościelnych w Georgii i utworzeniu nowej diecezji Atlanta, bp Hyland został w dniu 17 lipca 1956 jej pierwszym ordynariuszem. 11 października 1961 zrezygnował ze swej funkcji z powodów zdrowotnych i zamieszkał w pobliżu swego rodzimego seminarium duchownego, gdzie zmarł.